# Copa Sultão Azlan Shah de Hóquei sobre a grama de 2018
A Copa Sultão Azlan Shah de Hóquei sobre a grama de 2018 (em inglês: 2018 Sultan Azlan Shah Field Hockey Cup) foi a 27ª edição deste torneio, então administrada pela Confederação de Hóquei da Malásia (em inglês: Malaysian Hockey Confederation - MHC). A cidade de Ipoh, localizada no Estado malaio de Perak, foi a sede do evento. Suas partidas foram disputadas no Estádio Azlan Shah.
Pela sexta vez seguida, a seleção da Austrália chegou à final desta competição, na qual conquistou o seu décimo título geral, sendo este o quarto nos últimos seis anos.

## Regulamento e participantes
A competição teve, em sua Primeira Fase, a disputa por pontos corridos, na qual todas as equipes se enfrentaram. A classificação final, após as cinco rodadas terem sido disputadas, designou as partidas que valeriam o quinto lugar, o terceiro posto e o título desta Copa Sultão Azlan Shah.
Além dos anfitriões da Malásia, estiveram presentes nesta competição as seleções de Argentina, Austrália, Índia, Inglaterra e Irlanda.

## Jogos da Copa Sultão Azlan Shah de 2018
Seguem-se, abaixo, as partidas deste torneio.
- Todas as partidas seguem o fuso horário malaio (UTC+8).

### Primeira fase
1ª rodada
| 3 de março |           |     |       |         |  |  |
| 16:00      | Argentina | 3-2 | Índia | Reporte |  |  |

| 3 de março |           |     |            |         |  |  |
| 18:00      | Austrália | 4-1 | Inglaterra | Reporte |  |  |

| 3 de março |         |     |         |         |  |  |
| 20:30      | Malásia | 4-1 | Irlanda | Reporte |  |  |

2ª rodada
| 4 de março |       |     |            |         |  |  |
| 16:00      | Índia | 1-1 | Inglaterra | Reporte |  |  |

| 4 de março |         |     |           |         |  |  |
| 18:00      | Irlanda | 3-5 | Argentina | Reporte |  |  |

| 4 de março |         |     |           |         |  |  |
| 20:30      | Malásia | 1-3 | Austrália | Reporte |  |  |

3ª rodada
| 6 de março |            |     |         |         |  |  |
| 16:00      | Inglaterra | 4-1 | Irlanda | Reporte |  |  |

| 6 de março |       |     |           |         |  |  |
| 18:00      | Índia | 2-4 | Austrália | Reporte |  |  |

| 6 de março |         |     |           |         |  |  |
| 20:30      | Malásia | 2-1 | Argentina | Reporte |  |  |

4ª rodada
| 7 de março |           |     |         |         |  |  |
| 16:00      | Austrália | 4-1 | Irlanda | Reporte |  |  |

| 7 de março |           |     |            |         |  |  |
| 18:00      | Argentina | 1-1 | Inglaterra | Reporte |  |  |

| 7 de março |       |     |         |         |  |  |
| 20:30      | Índia | 5-1 | Malásia | Reporte |  |  |

5ª rodada
| 9 de março |           |     |           |         |  |  |
| 16:00      | Argentina | 1-3 | Austrália | Reporte |  |  |

| 9 de março |         |     |       |         |  |  |
| 18:00      | Irlanda | 3-2 | Índia | Reporte |  |  |

| 9 de março |            |     |         |         |  |  |
| 20:30      | Inglaterra | 7-2 | Malásia | Reporte |  |  |

#### Classificação final - Primeira fase
| Col. | Equipe     | Pts | J | V | E | D | GF | GC | Saldo |
| ---- | ---------- | --- | - | - | - | - | -- | -- | ----- |
| 1º   | Austrália  | 15  | 5 | 5 | 0 | 0 | 18 | 6  | +12   |
| 2º   | Inglaterra | 8   | 5 | 2 | 2 | 1 | 14 | 9  | +5    |
| 3º   | Argentina  | 7   | 5 | 2 | 1 | 2 | 11 | 11 | 0     |
| 4º   | Malásia    | 6   | 5 | 2 | 0 | 3 | 10 | 17 | -7    |
| 5º   | Índia      | 4   | 5 | 1 | 1 | 3 | 12 | 12 | 0     |
| 6º   | Irlanda    | 3   | 5 | 1 | 0 | 4 | 9  | 19 | -10   |

Regras gerais - Primeira Fase (Appendix 2):
- Convenções: Pts = pontos, J = jogos, V = vitórias, E = empates, D = derrotas, GF = gols feitos, GC = gols contra, Saldo = diferença de gols.
- Critérios de pontuação: vitória = 3, empate = 1, derrota = 0.

### Fase final
| 10 de março |       |     |         |         |  |  |
| 5/6 15:30   | Índia | 4-1 | Irlanda | Reporte |  |  |

| 10 de março |           |     |         |         |  |  |
| 3/4 18:00   | Argentina | 3-2 | Malásia | Reporte |  |  |

| 10 de março |           |     |            |         |  |  |
| 1/2 20:30   | Austrália | 2-1 | Inglaterra | Reporte |  |  |

### Classificação final e premiações
| Colocação | Equipe     |
| --------- | ---------- |
| 1         | Austrália  |
| 2         | Inglaterra |
| 3         | Argentina  |
| 4         | Malásia    |
| 5         | Índia      |
| 6         | Irlanda    |

Nas premiações individuais, destacaram-se:
- Prêmio fair play: Austrália.
- Melhor jogador: Daniel Beale (Austrália).
- O jogador da partida (Final): Mark Knowles (Austrália).
- Melhor goleiro: George Pinner (Inglaterra).
- Goleador: Gonzalo Peillat (Argentina), 8 gols.